# Tuva Novotny
Tuva Moa Matilda Karolina Novotny Hedström (født 21. december 1979) er en svensk skuespillerinde og filminstruktør med tjekkisk far og svensk mor.
Hun debuterede i den svenske sæbeopera Skilda Världer. I 1997 debuterede hun på film i Tic Tac.
I 2003 medvirkede hun for første gang i en dansk film (Midsommer), og hun har siden medvirket i flere andre danske film. Hun har også medvirket i en række produktioner i flere andre lande.
Fra 2014 er Novotny også begyndt at instruere. Første gang var i form af et afsnit af tv-serien Lilyhammer; hendes første spillefilm var Blind Spot fra 2018, der vandt prisen New Talent Grand PIX på CPH PIX samme år.

## Filmografi

### Danske film
| År   | Titel              | Rolle          | Noter |
| ---- | ------------------ | -------------- | ----- |
| 2003 | Midsommer          | Linn           |       |
| 2004 | Familien Gregersen | Lise           |       |
| 2005 | Unge Andersen      | Henriette      |       |
| 2007 | Den sorte Madonna  | Maria          |       |
| 2008 | Kandidaten         | Camilla        |       |
| 2009 | Original           | Marie          |       |
| 2010 | Sandheden om mænd  | Marie          |       |
| 2010 | Simon & Malou      | Malou          |       |
| 2011 | ID:A               | Aliena         |       |
| 2015 | Krigen             | Maria Pedersen |       |
| 2019 | Selvmordsturisten  | Lærke          |       |

### Andet
- Skilda världer (1996-1999)
- Tic Tac (1997)
- Sleepwalker (2000)
- Jalla! Jalla! (2000)
- Herr von Hancken (tv-serie, 2000)
- Den osynlige (2002)
- Slanke Sussie (2003)
- Kommer du med mig då (2003)
- Stratosphere Girl (2004)
- Dag og nat (2004)
- Blízko nebe (2005)
- Fyra veckor i juni (2005)
- Stoned (2005)
- Bang Bang Orangutang (2005)
- No. 2 (2006)
- Små mirakler og store (2006)
- Snaphaner (tv-serie, 2006)
- Possession (2008)
- 183 dagar (2009)
- Original (2009)
- Bröllopsfotografen (2009)
- Bröderna Karlsson (2009)
- ‘’Eat, Pray, Love’’ (2010)
- Dag (tv-serie, 2010-2013)
- Seks tv-filmatiseringer af Maria Lang-romaner (2013)
- Kongens valg (2016)
- Borg (2017)
- Annihilation  (2018)
- Britt-Marie var her  (2019)

- Riget Exodus[3] (tv-serie, 2022)